# 19658 Sloop
19658 Sloop este un asteroid din centura principală de asteroizi.

## Descriere
19658 Sloop este un asteroid din centura principală de asteroizi. A fost descoperit pe 9 septembrie 1999 la Socorro, New Mexico, în cadrul proiectului LINEAR. Asteroidul prezintă o orbită caracterizată de o semiaxă mare de 2,58 ua, o excentricitate de 0,07 și o înclinație de 2,2° în raport cu ecliptica.